# ファハド・アル＝ミルダーシ
ファハド・ビン・アドワン・アル＝ミルダーシ（Fahad Bin Adwan Al-Mirdasi、1985年8月16日 - ）は、サウジアラビア・リヤド出身の元サッカー審判員。国際サッカー連盟 (FIFA) に登録され国際審判員も務めていたが、2018年に八百長のスキャンダルが発覚して永久追放処分となった。

## 審判としてのキャリア
アル＝ミルダーシは、AFCアジアカップ2015の審判の1人であった。また、2015 FIFA U-20ワールドカップで決勝を含む4試合を担当した。
2016年リオデジャネイロオリンピックの男子サッカートーナメントを担当 。グループステージでスウェーデンとコロンビアの試合を担当し、試合は2–2のスコアで終了しました。
2017年、FIFAコンフェデレーションズカップ2017でも主審を担当した。
2018年5月12日に行われたサウジ国王杯決勝・アル・イテハド対アル・ファイサリーの試合を担当することになっていたが、試合の直前になってサウジアラビアサッカー連盟（SAFF）がアル＝ミルダーシに収賄の疑いがあるとして主審をマーク・クラッテンバーグに差し替えることを決定。その後、アル＝ミルダーシがアル・イテハドの会長ハマド・アル・サネアに対し、勝利を手助けする見返りとして賄賂を要求していたことが明らかになったとして、国家安全保障庁傘下の調査機関に告発すると共に、アル＝ミルダーシに対してサッカーに関する全ての活動から追放することを決定した。アル＝ミルダーシは2018 FIFAワールドカップの審判団に選出されていたが、2018年5月30日にサウジアラビアから選出されていた副審共々参加を辞退することが発表された。